# Хорхе Бардо
Хорхе Бардо (ісп. Jorge Bardou; нар. 5 березня 1965) — колишній іспанський тенісист.
Найвищу одиночну позицію світового рейтингу — 173 місце досяг 9 травня 1988, парну — 104 місце — 14 квітня 1986 року.

## Фінали Гран-прі за кар'єру

### Парний розряд: (1 поразка)
| Результат | W-L | Дата     | Турнір          | Покриття | Партнер       | Суперники                 | Рахунок  |
| --------- | --- | -------- | --------------- | -------- | ------------- | ------------------------- | -------- |
| Поразка   | 0–1 | Тра 1985 | Мадрид, Іспанія | Ґрунт    | Альберто Тоус | Жівалдо Барбоза Іван Клей | 6–7, 4–6 |